# Bruno Morgado
Bruno Ferreira Morgado (Monthey, 16 dicembre 1997) è un calciatore svizzero, difensore del Rapperswil-Jona.

## Caratteristiche tecniche
È un centrocampista centrale.

## Carriera
Cresciuto nel settore giovanile del Sion, ha esordito in prima squadra l'11 settembre 2016 disputando l'incontro di Super League vinto 1-0 contro il Thun.

## Statistiche
Statistiche aggiornate al 21 aprile 2019.

### Presenze e reti nei club
| Stagione        | Squadra         | Campionato      | Campionato | Campionato | Coppe nazionali | Coppe nazionali | Coppe nazionali | Coppe continentali | Coppe continentali | Coppe continentali | Altre coppe | Altre coppe | Altre coppe | Totale | Totale | Totale |
| Stagione        | Squadra         | Comp            | Pres       | Reti       | Comp            | Pres            | Reti            | Comp               | Pres               | Reti               | Comp        | Pres        | Reti        | Pres   | Reti   |        |
| --------------- | --------------- | --------------- | ---------- | ---------- | --------------- | --------------- | --------------- | ------------------ | ------------------ | ------------------ | ----------- | ----------- | ----------- | ------ | ------ | ------ |
| 2016-2017       | Sion            | SL              | 8          | 0          | CS              | 1               | 0               |                    | -                  | -                  |             | -           | -           | 9      | 0      |        |
| 2017-2018       | Sion            | SL              | 0          | 0          | CS              | 0               | 0               | UEL                | 1                  | 0                  |             | -           | -           | 1      | 0      |        |
| 2018-2019       | Sion            | SL              | 17         | 1          | CS              | 2               | 1               |                    | -                  | -                  |             | -           | -           | 19     | 2      |        |
| Totale carriera | Totale carriera | Totale carriera | 25         | 1          |                 | 3               | 1               |                    | 1                  | 0                  |             | -           | -           | 29     | 2      |        |

## Palmarès

### Club

#### Competizioni nazionali
- Promotion League: 1

Rapperswil-Jona: 2024-2025